# Paris-Bercy
Paris-Bercy je železniční stanice v Paříži. Hlavová stanice se nachází ve 12. obvodu na Boulevardu de Bercy. Stanice slouží k vypravování autovlaků z Paříže a dále speciálních vlaků pro skupiny jako jsou školy, letní tábory, fanoušci apod. Rovněž může sloužit jako odlehčovací stanice v případě velkých výpadků nebo stavebních prací na Gare d'Austerlitz. V roce 2010 bylo ve stanici odbaveno ve všední den 48 vlaků a 12 000 cestujících (15 000 v pátek). V roce 2011 po zahájení odjezdů vlaků do Auvergne by měl počet_cestujících vzrůst na 16 000 denně a 21 000 v pátek.

## Historie
Nádraží bylo otevřeno v roce 1977, původně především pro autovlaky přepravující osobní automobily a motocykly. Od roku 2002 jsou z nádraží vypravovány čtyři noční vlaky do Itálie a dále linky TER Bourgogne do Morvanu. V roce 2005 začal provoz ve všední dny spojů Transilien do Montereau, aby ulehčil přetížení, které zažívá Gare de Lyon během dopravní špičky.
Od 14. prosince 2008 se provoz výrazně rozšířil, když byla na stanici převedena z Gare de Lyon většina spojů TER Bourgogne a všechny vlaky Corail Intercités do Nevers. Naopak byly zrušeny spoje Transilien.

## Spojení
Gare de Bercy slouží především pro autovlaky a noční vlaky, ale také regionální vlaky:
- Vlaky TER Bourgogne zajíždějí do Avallon, Auxerre a Clamecy
- Autovlaky vyjíždějí do měst Avignon, Biarritz, Bordeaux, Briançon, Brive, Fréjus-Saint-Raphaël, Lyon, Marseille, Narbonne, Nice, Toulon a Toulouse. Autovlaky nemají žádné osobní vagóny. Pasažéři proto musejí nastoupit do běžných vlaků nebo TGV vyjíždějících z nedalekého nádraží Gare de Lyon nebo Gare d'Austerlitz.
- Noční vlaky jedou do italských měst Bologna, Florencie, Pisa a Řím, Milán a Benátky
- Pullman-Orient-Express do Remeše, Chartres, Épernay a Fontainebleau
- Corail Intercités do Nevers
- Vézelay-Express a TER Bourgogne (15 vlaků denně): Dijon, Laroche-Migennes, Auxerre-Saint-Gervais, Avallon, Clamecy a Corbigny

Na nádraží je kromě toho možné přestoupit na podzemní stanici Bercy, kde jsou linky pařížského metra 6 a 14.